# LM386

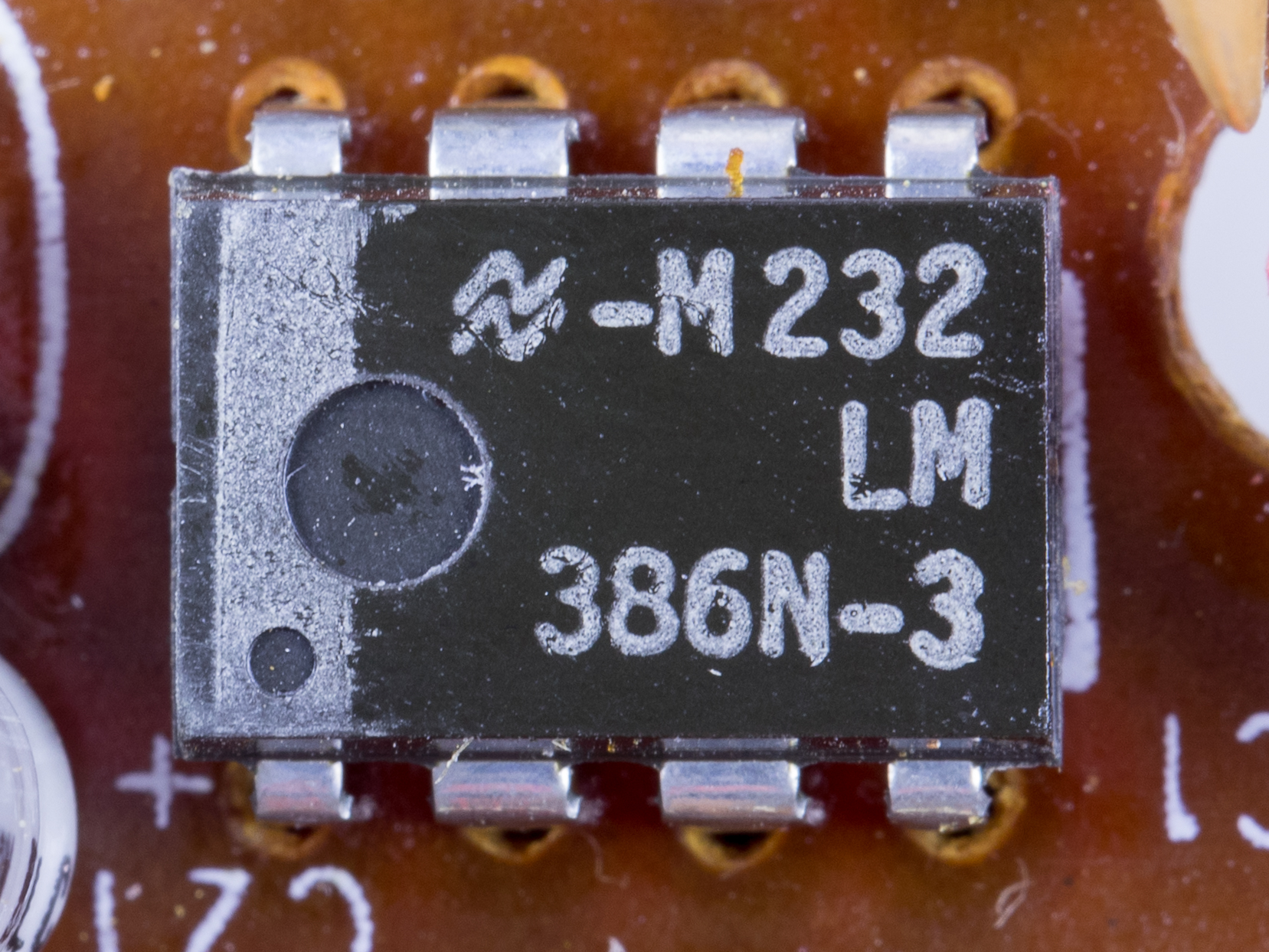
Circuitul integrat LM386 cu 8 pinuri folosit la amplificare operațională.

LM386 este un circuit integrat care conține un amplificator audio de joasă tensiune. Este potrivit pentru dispozitive cu baterie, cum ar fi radioul, amplificatoare de chitară și proiecte de hobby-uri electronice. Circuitul este format dintr-un pachet dual-line de 8 pini (DIP-8) și poate produce 0,25 până la 1 wați de putere, în funcție de model, folosind o sursă de 9 volți.